# Рейтинг Fair Play УЕФА
Фэйр Плэй (англ. «Fair play» — честная игра), по мнению УЕФА, является важной частью развития спорта, а также способствует повышению зрелищности матчей. Для продвижения данной концепции с 1993/94 гг. был введён регулярный сезонный (с 1 мая по 30 апреля) рейтинг «Fair play» на основе оценки матчей в соревнованиях под эгидой УЕФА, включая матчи сборных и клубов. Соблюдение правил честной игры оценивается делегатом УЕФА, который после каждого матча составляет отчёт по определённой форме, согласовав его с главным арбитром. В итоговом рейтинге учитываются только те ассоциации, команды из которых провели не менее 30 матчей в турнирах УЕФА.
По результатам подсчета трём ассоциациям с наивысшим рейтингом выделяется по одному дополнительному месту в первом квалификационном раунде Лиги Европы УЕФА (ранее в Кубке УЕФА; до 1998 года[уточнить] — в первом раунде). До 2009 г. одну путёвку в Кубок УЕФА получала ассоциация с наивысшим рейтингом, а две другие определялись слепым жребием среди ассоциаций с рейтингом от 8,000 и более баллов.
Эти места резервируются для победителей местных соревнований «Fair play», а если они уже пробились в еврокубковые турниры, то путёвку получает следующая за ними команда (до 1998 года[уточнить] место в Кубке УЕФА отдавалось команде в соответствии с занятым ею местом в национальном чемпионате — высшим из непопавших в Кубок УЕФА по итогам сезона). Полученная таким образом путёвка отдается клубу из высшего дивизиона, имеющего самый высокий рейтинг «Fair play» в своей федерации. Если этот клуб уже прошёл в соревнования клубов УЕФА, то её место занимает следующая по внутреннему рейтингу «Fair play» команда из высшего дивизиона.

## Порядок расчета рейтинга «Fair play»
Рейтинг «Fair play» федерации определяется делением суммы баллов всех её команд на количество оценённых матчей, рейтинг клуба — делением суммы баллов клуба на количество оценённых матчей этого клуба. В итоге учитываются только те национальные федерации, чьи команды сыграли достаточное количество матчей (вычисляется делением общего количества оценённых матчей на количество федераций) в присутствии назначенного делегата УЕФА.
Регламентом УЕФА определяется следующая концепция «Fair play»:
- уважение к правилам игры и условиям проведения соревнований;
- дружественное спортивное поведение по отношению к сопернику, арбитрам и всем прочим участникам соревнований, включая зрителей, представителей от других клубов, федераций и средств массовой информации;
- поддержание среди всех участников матча соответствующей позитивной атмосферы до, во время и после матча вне зависимости от его результата и решений, принимаемых должностными лицами.

Оценка и расчёт баллов производится после матча делегатом УЕФА при содействии арбитра и, при необходимости, наблюдателя/комиссара матча по шести пунктам:
1. Желтые и красные карточки: 10 баллов, из которых вычитается за жёлтую: −1 балл, за красную: −3 балла (то есть баллы бывают и отрицательными). Две желтых одному игроку, после которых следует красная, считаются как одна красная; если же игрок с жёлтой карточкой совершает нарушение на красную, то вычитается −4 балла.
2. «Хорошая игра» (англ. positive play): от 10 (макс.) до 1 балла. Оценивается зрелищность игры, при этом учитываются следующие факторы. Положительные: преимущественно атакующий стиль игры, ускоренный темп, экономия игрового времени (например, быстрый ввод мяча в игру), постоянная нацеленность на ворота соперника даже после достижения необходимого игрового результата; отрицательные: замедление игры, затяжки времени, тактика фола, симуляции и т. п. По большей части данная оценка зависит от числа забитых голов и созданных голевых ситуаций.
3. Уважение к сопернику: от 5 (макс.) до 1 балла. Оценивается уважение игроков к правилам игры, условиям проведения соревнований и соперникам. При данной оценке поведения игроков делегат УЕФА не учитывает количество выданных желтых и красных карточек, но учитывает серьёзность нарушений, в том числе и не замеченных арбитром. Приветствуется дружелюбное отношение к сопернику (например, помощь травмированному).
4. Уважение к арбитру: от 5 (макс.) до 1 балла. Оценивается уважение игроков к арбитрам, включая помощников и резервного, и их решениям. Количество красных и желтых карточек не принимается в расчет, хотя делегат УЕФА может учитывать серьёзность нарушений. Приветствуется дружелюбное отношение к арбитрам, включая согласие с решениями, вызывающими сомнение.
5. Поведение представителей команды: от 5 (макс.) до 1 балла. Оцениваются действия представителей команды, включая тренеров, по поддержанию спортивного, технического, тактического и морального уровня команды всеми дозволенными способами, также их указания игрокам по поведению в духе «Fair play». Учитывается отношение к решениям арбитров, воздействие на игроков и болельщиков, сотрудничество с представителями СМИ и т. п.
6. Поведение болельщиков: от 5 (макс.) до 1 балла. (Выставляется только при достаточном количестве зрителей.) Болельщики являются естественной составляющей футбола. Поддержка команды криками, пением и т. п. оказывает положительное влияние на атмосферу игры. Однако зрителям также следует уважать судей, команду соперника и их болельщиков при любом исходе игры. Оценка 5 выставляется только в случае соблюдения всех указанных условий, особенно учитывается создание позитивной атмосферы.

Примечание: по пунктам 3-5 безупречное поведение без проявления явных знаков уважения заслуживает скорее оценки 4, нежели 5.
Общая оценка выставляется путём деления суммы всех полученных баллов на их максимально возможное число (40 или 35, последнее — при отсутствии оценки 6) при недостаточном количестве болельщиков) и умножение результата на 10. Результат считается до тысячных без округления.

## Лауреаты «Fair Play» УЕФА
| Год  | 1 место    | Команда          | Жеребьёвка  | Жеребьёвка       | Жеребьёвка  | Жеребьёвка     |
| Год  | 1 место    | Команда          | 2 номинация | Команда          | 3 номинация | Команда        |
| ---- | ---------- | ---------------- | ----------- | ---------------- | ----------- | -------------- |
| 1995 | Норвегия   | Викинг           | Англия      | Лидс Юнайтед     | Люксембург  | Авенир         |
| 1996 | Швеция     | Мальмё           | Россия      | ЦСКА Москва      | Финляндия   | Джаз           |
| 1997 | Норвегия   | Бранн            | Англия      | Астон Вилла      | Швеция      | Эребру         |
| 1998 | Англия     | Астон Вилла      | Финляндия   | ФиннПа           | Норвегия    | Мольде         |
| 1999 | Шотландия  | Килмарнок        | Норвегия    | Будё-Глимт       | Эстония     | Вильянди       |
| 2000 | Швеция     | Норрчёпинг       | Бельгия     | Льерс            | Испания     | Райо Вальекано |
| 2001 | Беларусь   | Шахтёр Солигорск | Финляндия   | МюПа             | Словакия    | Пухов          |
| 2002 | Норвегия   | Бранн            | Англия      | Ипсвич Таун      | Чехия       | Сигма Оломоуц  |
| 2003 | Англия     | Манчестер Сити   | Франция     | Ланс             | Дания       | Эсбьерг        |
| 2004 | Швеция     | Эстер            | Армения     | Мика             | Украина     | Ильичёвец      |
| 2005 | Норвегия   | Викинг           | Германия    | Майнц 05         | Дания       | Эсбьерг        |
| 2006 | Швеция     | Ефле             | Бельгия     | Руселаре         | Норвегия    | Бранн          |
| 2007 | Швеция     | Хеккен           | Финляндия   | МюПа             | Норвегия    | Лиллестрём     |
| 2008 | Англия     | Манчестер Сити   | Германия    | Герта            | Дания       | Норшелланн     |
| Год  | 1 место    | Команда          | 2 место     | Команда          | 3 место     | Команда        |
| 2009 | Норвегия   | Русенборг        | Дания       | Раннерс          | Шотландия   | Мотеруэлл      |
| 2010 | Швеция     | Ефле             | Дания       | Раннерс          | Финляндия   | МюПа           |
| 2011 | Норвегия   | Олесунн          | Англия      | Фулхэм           | Швеция      | Хеккен         |
| 2012 | Норвегия   | Стабек           | Финляндия   | МюПа             | Нидерланды  | Твенте         |
| 2013 | Швеция     | Ефле             | Норвегия    | Тромсё           | Финляндия   | Мариехамн      |
| 2014 | Норвегия   | Тромсё           | Швеция      | Броммапойкарна   | Финляндия   | МюПа           |
| 2015 | Нидерланды | Гоу Эхед Иглз    | Англия      | Вест Хэм Юнайтед | Ирландия    | ЮКД            |

Российский футбольный союз становился лауреатам единожды — по итогам сезона 1995 г. (в Кубок УЕФА путёвку получил московский ЦСКА, прошедший квалификационный раунд и проигравший в первом раунде турнира)
Команды-лауреаты:
- МюПа — 5 раз
- Бранн,  Ефле — 3 раза
- Астон Вилла,  Манчестер Сити,  Раннерс,  Эсбьерг,  Викинг,  Тромсё,  Хеккен — 2 раза

Прочие команды становились лауреатами не более одного раза.
Страны-лауреаты:
- Норвегия — 13 раз.
- Швеция — 10 раз.
- Англия — 8 раз.
- Финляндия — 8 раз.
- Дания — 5 раз.
- Бельгия,  Германия,  Нидерланды,  Шотландия — 2 раза.

Прочие страны становились лауреатами не более одного раза.

## Достижения лауреатов рейтинга вКубке УЕФА
Команды достигшие 1/16 финала и далее:
- Лидс — 1/16 финала в сезоне 1995/96 (2 сыгранных раунда).
- Астон Вилла — 1/16 финала в сезоне 1998/99 (2 сыгранных раунда).
- Астон Вилла — 1/4 финала в сезоне 1997/98 (4 сыгранных раунда).
- Райо Вальекано — 1/4 финала в сезоне 2000/01 (5 сыгранных раундов).
- Манчестер Сити — 1/4 финала в сезоне 2008/09 (7 сыгранных раундов, в том числе групповой этап из 5 команд).